# Doellingeria umbellata
Doellingeria umbellata là một loài thực vật có hoa trong họ Cúc. Loài này được (Mill.) Nees mô tả khoa học đầu tiên năm 1832.